# Malathion
Malathion, též malation je organofosfát, široce používaný k hubení hmyzu. V čistém stavu je to za normální teploty bezbarvá kapalina. Průmyslově vyráběný bývá v důsledku přítomnosti menšího množství nečistot slabě zažloutlý.

## Příprava a výroba
Malathion se průmyslově vyrábí dvoustupňovou syntézou. V prvním kroku se reakcí methanolu s sulfidem fosforečným v toluenu připraví kyselina dimethyldithiofosforečná (DMPDT)
Po její izolaci z reakční směsi pak kondenzací thiolové skupiny této kyseliny s dvojnou vazbou diethylfumarátu (diethylester kyseliny fumarové) nebo diethylmaleátu (diethylester kyseliny maleinové) vznikne přímo malathion:

## Vlastnosti
Molekula malathionu obsahuje centrum chirality, takže existuje ve dvou enentiomerech. Běžně se používá jejich racemická směs.
Působením tepla isomerizuje přesunem methylové skupiny z kyslíku vázaného na fosfor na atom síry, čímž vzniká mnohem jedovatější isomalathion:
Protože k této reakci dochází spontánně při výrobě malathionu, došlo v minulosti k řadě otrav pracovníků ve výrobních závodech.
Při metabolismu malathionu u hmyzu dochází k oxidační desulfuraci, tj. odstranění atomu síry vázaného dvojnou vazbou na atom fosforu za vzniku vlastní účinné látky, kterou je malaoxon:
Tato reakce probíhá i abiogenicky působením vzdušného kyslíku nebo působením jiných oxidačních činidel, např. chloru. Výsledný produkt je jedovatý i pro člověka.

## Fyziologické působení
Malathion je parasympatomimetikum, které se ireverzibilně váže na cholinesterázu. Malathion je insekticid (antiparazitický agent antibiotika) s relativně malou toxicitou pro lidi a teplokrevná zvířata obecně. Protože se však malathion rozkládá na malaoxon, šedesátkrát více toxický než malathion, není možno jej aplikovat v uzavřených prostorách. Malaoxon také vzniká při úpravách pitné vody chlorováním, proto nesmí být malathion používán k desinsekci vodních ploch, určených k odběru k přípravě pitné vody. Značně jedovatý je také isomalathion, který je běžnou příměsí, vznikající při výrobě malathionu.
Smrtné dávky jsou u laboratorních zvířat při akutních otravách malathionem značně vysoké; při podání v potravě se u krys LD50 pohybuje v rozmezí od 1000 mg/kg do 10 000 mg/kg, u myší je LD50 = 4000 až 40 000 mg/kg. Při dlouhodobém působení byla u myší pozorována mírně snížená aktivita cholinesterázy; při několikaměsíčním podávání mírných dávek lidským dobrovolníkům nebyly zjištěny žádné efekty. Teratogenicita ani karcinogenicita u laboratorních myší nebyla zjištěna ani po soustavném tříletém podávání malathionu v potravě. U březích myší byla pozorována o něco zvýšená úmrtnost novorozenců.
Pro ptáky je jen mírně toxický. Vyšší toxicita byla pozorována u ryb.

## Otravy
Malathion proniká do těla všemi způsoby, vdechováním, požitím, sliznicemi i pokožkou. Při vdechnutí většího množství nebo při silném zasažení pokožky a sliznic se objevuje ztížené dýchání, nadměrné slinění, pocení, závratě až bezvědomí. Při požití se navíc objevují bolesti žaludku, nevolnost až zvracení a průjem. Ve všech případech je zapotřebí přivolat lékařskou pomoc.
Malathion se v těle poměrně rychle odbourává a vylučuje se jak močí, tak stolicí. Prakticky se v těle nehromadí a to ani v játrech.

## Karcinogenita
Mezinárodní agentura pro výzkum rakoviny (IARC) v roce 2015 zařadila malathion mezi karcinogeny.

## Použití
Malathion se používá pro hubení různých druhů vší a zákožky svrabové (původce svrabu), ale byl použit i pro eliminaci západonilského viru aj. V USA se široce používá i jako prostředek k hubení komárů.
Prodává se pod různými obchodními názvy, např. Malathion, Fosfotion, Phosphothion, Celthion, Cythion, Dielathion, El 4049, Emmaton, Exathios, Fyfanon, Hilthion, Karbofos, Maltox aj.